# ТЕС Сіді-Крір 3, 4
ТЕС Сіді-Крір 3, 4 — теплова електростанція на півночі Єгипту.
Станція розташована на середземноморському узбережжі у 16 км на захід від другого за величиною міста країни Александрії, на косі, що відділяє озеро Mariout від моря. Споруджена на початку 2000-х років, ТЕС Сіді-Крір 3, 4 стала однією з останніх єгипетських класичних конденсаційних ТЕС, при цьому її основне обладнання становлять дві парові турбіни виробництва компанії Alstom потужністю по 341 МВт.
Станція ділить виробничий майданчик зі спорудженою кількома роками раніше ТЕС Сіді-Крір 1, 2. Проте на відміну від останньої, яка належить державній компанії, будівництво блоків 3 та 4 відбувалось за схемою BOOT (build-own-operate-transfer, будуй-володій-експлуатуй-передай). Приватним інвестором виступила американська компанія InterGen, а з 2007 року проект викупила малайзійська Tanjong.
ТЕС Сіді-Крір 3, 4 здатна працювати на природному газі та нафтопродуктах, Основним паливом є газ, який подають до майданчику станції по трубопроводу довжиною 26 км та діаметром 600 мм від газорозподільчого вузла Амірія (ще до появи ТЕС останній отримав сполучення з ГПЗ Меадія, ГПЗ Амірія та  Газопереробним заводом Західної пустелі).
Для охолодження використовується морська вода.